# العلاقات بين كوسوفو ومقدونيا الشمالية
العلاقات بين كوسوفو ومقدونيا الشمالية تشير إلى العلاقات الدبلوماسية بين كوسوفو [a] وجمهورية مقدونيا الشمالية.

## علاقات دبلوماسية
بدأت العلاقات غير الرسمية في 9 أكتوبر 2008 عندما اعترفت مقدونيا الشمالية بكوسوفو بعد إعلان استقلالها عن صربيا في 17 فبراير من نفس العام. في أكتوبر 2009، وقعت كوسوفو اتفاقا لإعادة رسم حدودها مع مقدونيا الشمالية من خلال تبادل بعض الأراضي. في 17 أكتوبر 2009، أقامت سكوبي وبريشتينا رسميًا العلاقات الدبلوماسية. في 12 تشرين الثاني / نوفمبر 2009، رفعت مقدونيا الشمالية مكتب الاتصال في بريشتينا إلى سفارة؛ وسيتم تعيين سفير قريبًا. سفارة كوسوفو في ألبانيا معتمدة لدى مقدونيا الشمالية.

## السفر
اعترفت مقدونيا بجواز سفر كوسوفو في 12 يوليو 2008 قبل الاعتراف الدبلوماسي الكامل بجمهورية كوسوفو. يمكن لمواطني جمهورية كوسوفو البقاء لمدة 90 يومًا بدون تأشيرة في مقدونيا. يمكن لمواطني مقدونيا البقاء في جمهورية كوسوفو لمدة 90 يومًا بدون تأشيرة أيضًا.

## التاريخ
قبل الاعتراف، قال الرئيس برانكو كرفينكوفسكي «إن جمهورية مقدونيا ستقرر رأيها عندما نرى أنه الأنسب لمصالحنا، [جمهورية مقدونيا] ستتبع موقف الناتو والاتحاد الأوروبي بشأن كوسوفو، لكن الدول في المنظمتين لم تتخذ موقفًا مشتركًا بعد.»  غادر الحزب الديمقراطي للألبان الائتلاف الحكومي في 13 مارس 2008 بعد أن فشل في تلبية مطالبهم الستة، معترفاً باستقلال كوسوفو كأحد هذه المطالب. ومع ذلك، فقد عادت في 24 مارس 2008 بعد أن طالبت بالاعتراف بكوسوفو. في 27 آذار / مارس 2008، أصدر وزير خارجية مقدونيا الشمالية أنطونيو ميلوسوسكي البيان التالي: «في ترحيبه بالموقف البناء لجمهورية مقدونيا بشأن كوسوفو، أعربت لجنة الشؤون الخارجية التابعة للبرلمان الأوروبي عن قلقها بسبب التأخير في الترسيم الفني للحدود بين جمهورية مقدونيا وكوسوفو وطلبت حل هذه المسألة وفقا لاقتراح أهتيساري». كرر هذا دعم مقدونيا الشمالية لخطة أهتيساري لكوسوفو، والتي أقرتها وزارة الشؤون الخارجية قبل عام، في 30 مارس 2007. في 10 يوليو / تموز، أعلن المتحدث باسم وزارة الخارجية بيتار كوليف أن مقدونيا الشمالية ستقبل جوازات سفر جديدة من كوسوفو. وقال علي أحمدتي، زعيم حزب الاتحاد الديمقراطي للاندماج الألباني العرقي، إن مقدونيا الشمالية ستعترف بكوسوفو بعد حل المشاكل المتعلقة بترسيم الحدود. (الاتحاد الديمقراطي للاندماج هو عضو في الائتلاف الحاكم، لكن أحمدي لا دور له كوزير في الحكومة). مقدونيا لديها 158.7 كيلومتر (98.6 ميل) - على طول الحدود مع كوسوفو. في 12 مايو 2009، أصبح جورج إيفانوف الرئيس الجديد لمقدونيا الشمالية. بعد فترة وجيزة من تنصيبه، دعا إيفانوف رئيس كوسوفو فاتمير سيديو ليكون أول رجل دولة يزور مقدونيا الشمالية في ولايته، لكن سيديو ألغى زيارته إلى مقدونيا الشمالية، لأن الزيارة كانت من المقرر أن تكون اجتماعًا غير رسمي، وتوقع الجانب الكوسوفي لقاء رسمي كامل بين رَجُلي الدولة. شهدت الأسابيع التالية نوعا من الأزمة في العلاقات بين البلدين. بل كانت هناك تكهنات بأن مقدونيا الشمالية قد تتراجع عن قرارها بالاعتراف بكوسوفو كدولة مستقلة. ومع ذلك، نفت سكوبي رسميًا أنها تريد التراجع عن الاعتراف بكوسوفو. تم تطبيع العلاقات قريباً في اجتماع إقليمي.